# 韦尔里德穆桑
韦尔里德穆桑（法語：Verreries-de-Moussans，法語發音：[vɛʁ.ʁi də musɑ̃]）是法国埃罗省的一个市镇，位于该省西部，属于贝济耶区。

## 地理
韦尔里德穆桑（43°26'54"N, 2°41'9"E）面积18.69 平方千米，位于法国奧克西塔尼大區埃罗省，该省份为法国南部沿海省份，南濒地中海，西南接奥德省，西北接塔恩省和阿韦龙省，东北与加尔省接壤。
与韦尔里德穆桑接壤的市镇（或旧市镇、城区）包括：鲁艾鲁堡、布瓦塞、库尔尼乌、费拉勒莱蒙塔涅、里约塞克、圣庞斯德托米耶尔。

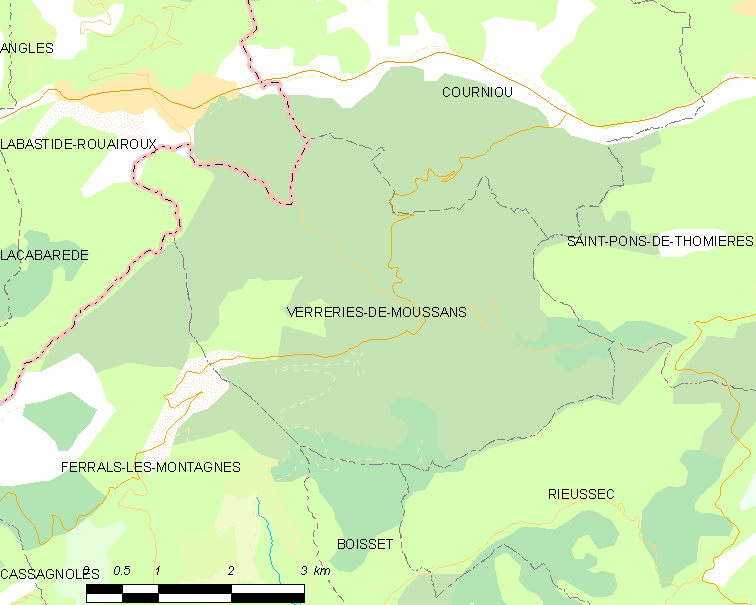
韦尔里德穆桑的OSM定位图

韦尔里德穆桑的时区为UTC+01:00、UTC+02:00（夏令时）。

## 行政
韦尔里德穆桑的邮政编码为34220，INSEE市镇编码为34331。

## 政治
韦尔里德穆桑所属的省级选区为圣庞斯德托米耶尔县。

## 人口

1962-2008年间韦尔里德穆桑人口变化图示

韦尔里德穆桑于2022年1月1日时的人口数量为88人。